# Västgöta flygflottilj

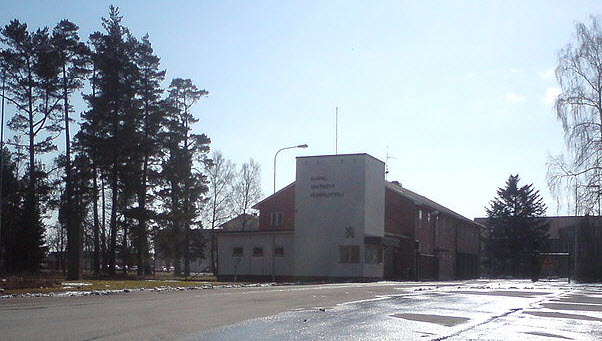
Flottiljvakten vid F 6 Karlsborg (2009).

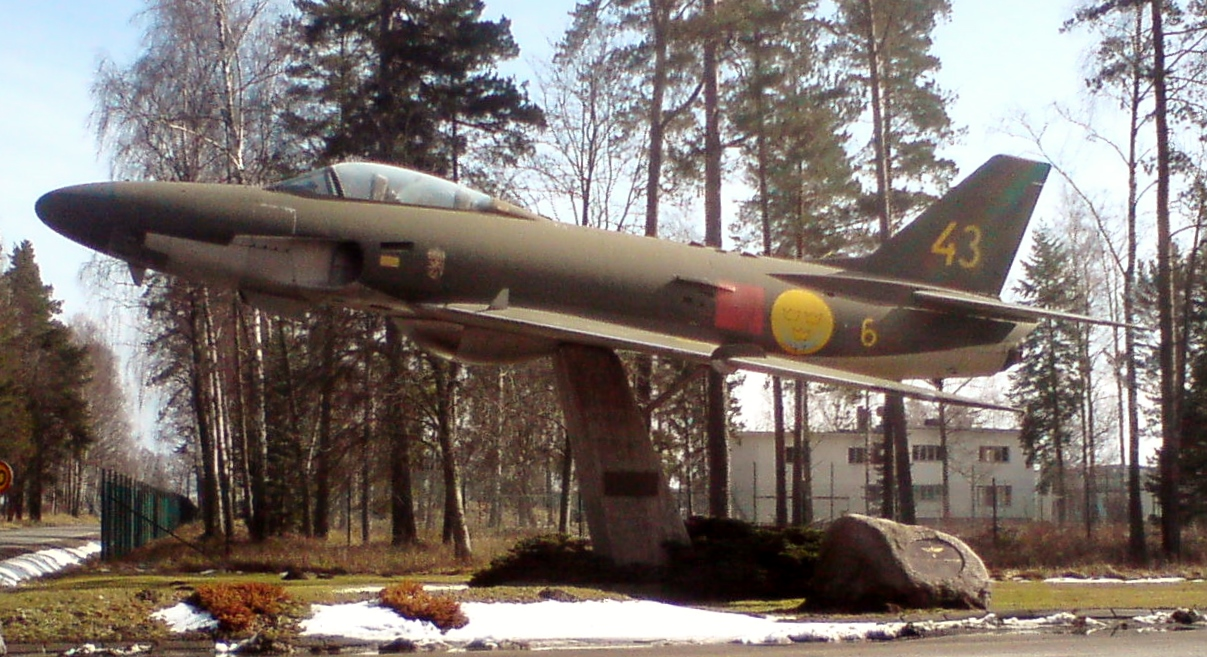
Saab A 32 Lansen utanför flottiljvakten vid F 6 (2009).

Västgöta flygflottilj (F 6) eller F 6 Karlsborg var en flygflottilj inom svenska flygvapnet som verkade i olika former åren 1939–1994. Förbandsledningen var förlagd i Karlsborgs garnison vid Karlsborgs flygplats.

## Historik
Inför 1936 års försvarsbeslut, föreslogs det i 1930 års försvarskommissionens betänkande som offentliggjordes 1935, att de fyra befintliga flygkårerna skulle utökas till sju flottiljer. Till regionen runt Vänern skulle två flottiljer förläggas, den sjätte till Karlstad, och den sjunde till Karlsborg. Den 11 juni 1936 biföll riksdagen försvarsutskottets betänkande om en ny försvarsordning. Under hösten samma år växlades numreringen på de tänkta flottiljerna i Karlstad respektive Karlsborg. Det vill säga F 6 som var planerat att förläggas till Karlstad, istället blev den numreringen på flottiljen i Karlsborg. I samband med att växlingen av numreringen, fastställdes även att flottiljen i Karlsborg skulle vara en medeltung bombflottilj, och vara fullt uppsatt till 1942. Våren 1938 gjordes ytterligare en förändring i organiseringen av flottiljen. Detta genom att den tilltänkta flottiljen i Karlstad, istället flyttades söder om Vänern, till Såtenäs. Genom denna geografiska förändring blev Karlsborgsflottiljen den "andra lätta bombflottiljen".
Flottiljens första flottiljchef var överstelöjtnant John Stenbeck, som fastställde flottiljens första flottiljorder den 1 juli 1939. Där det fastställdes att flottiljen uppsättes från och med denna dag, samt att Kungl. Maj:t förordnat honom som chef. Västgöta flygflottilj (F 6) var därmed inrättad. Flottiljens första flygplanet var en Sk 11, som landade i Karlsborg den 28 juni 1939 några dagar före flottiljens officiella öppnande. När F 6 officiellt bildats den 1 juli 1939 var personalstyrkan endast 22 personer. Flottiljens flygstyrka bestod av tre man, vilka disponerade en Sk 9 och en Sk 11 samt två S 6 inlånade från Östgöta flygflottilj (F 3) samt en J 8 från Svea flygflottilj (F 8). 
Redan tre månader senare var personalstyrkan över 200 personer, och utbildningen av volontärer som inletts samt från andra flottiljer överförda grupper beräknades vara avslutad i maj 1940. Flottiljverkstad och sjukhus samt en hangar byggdes under vintern. Krigsutbrottet 1 september 1939 innebar att F 6 kom att utnyttjas av andra flottiljer, och den 5 september omgrupperade större delen av Jämtlands flygflottilj (F 4) sina B 4 till Karlsborg. Under hösten 1939 har F 6 fjorton egna piloter och bristen på flygplan gjorde att man lånade in ytterligare två J 8 från Svea flygflottilj (F 8).
Under perioden februari-mars 1940 skedde transiteringen av de flygplan, som finska regeringen köpt för att använda i Vinterkriget. Två flygplan av typen Morane MS 406 mellanlandade vid leveransflygningen från Frankrike till Finland, och 28 flygplan landade på isen norr om Visingsö på grund av dåligt väder. Nästa leverans blev 35 jaktplan av typen Fiat G.50, som levererats med båt till Göteborg, för att slutmonteras på Saab i Trollhättan. Dessa flygplan mellanlandade i Karlsborg för att kontrollera och justera beväpningen, det i fall om de skulle behöva användas mot ryskt flyg över Ålands hav. Dessutom kom den av Carl Gustav von Rosen från KLM inköpta Douglas DC-2, som på två veckor modifierades vid Saab till ett långdistansbombplan, beväpnat med fasta och rörliga kulsprutor, att mellanlanda i Karlsborg för vapenkalibrering.
Planerna var att utrusta F 6 med 52 flygplan av det amerikanska flygplanet Republic Serversky Guardsman (B 6) och som skulle levereras under hösten 1940. Medan man väntade på leverans, överförde Jämtlands flygflottilj (F 4) sina avlagda B 4 i samma takt som de fick sina B 5 från Saab. Två B 6 levererades till F 6, innan USA den 10 oktober 1940 genom sitt vapenembargo stoppade all export av krigsflygplan till Sverige. B 4 blev därmed den första huvudflygplanstypen vid F 6. I april 1940 förfogade flottiljen över drygt 20 individer B 4 och nio Sk 14 från Krigsflygskolan i Ljungbyhed, som skulle användas i grundläggande flygslagsutbildning (GFSU).
Redan 1941 mönstrades B 4 ut och ersattes av B 5. Några flygplansindivider av B 4 behölls som sambandsflygplan och målbogserare, men de flesta överfördes till Skaraborgs flygflottilj (F 7). Under de tolv år B 4 tjänstgjorde i Flygvapnet, drabbades det av ett antal haverier, men endast två hade dödlig utgång och båda dessa skedde vid F 6. I samband med omskolningen till B 5 tillkom en tredje flygande division vid flottiljen. B 5 innebar kvalitativ förstärkning av flottiljens krigsuppgift. De första flygplanen anlände under våren 1941 och omskolningen gick snabbt utan incidenter. Totalt kom F 6 att disponera 54 stycken B 5. På grund av den snörika vintern 1942 gjordes flera undsättningsflygningar med Tp 9, i början av mars undsattes några infrusna fiskefartyg utanför västkusten, och i slutet av mars undsattes fyrpersonalen vid Gotska Sandön. B 5 matbombade även isolerade byar i Skåne med fallskärmsförsedda aluminiumbehållare fyllda med livsmedel. Sommaren 1942 påbörjades en omskolning av flottiljen till det svenska bombflygplanet B 17. Omskolningen, vilken påbörjades vid flottiljens tredje division, tog drygt två år att genomföra, innan flottiljen fått B 4 ersatt med B 17.
Efter krigsåren var tanken att det svenska försvaret skulle nedrustas. Vilket framgick i försvarskommitténs betänkande från 1945, där det föreslogs att Västgöta flygflottilj skulle avvecklas. Och att Flygvapnets centrala skolor (FCS) i Västerås skulle kunna omlokaliseras till Karlsborg för att överta de då friställda lokalerna. Men istället för en avkylning av det säkerhetspolitiska läget i Europa efter kriget, inleddes en ny säkerhetspolitik genom det kalla krig, som kan sägas inleddes genom Pragkuppen. Detta fick försvarsministern att istället förespråka en förstärkning av Flygvapnet. I december 1947 föll kommitténs förslag och istället beslutades det om en förstärkning. En förstärkning som innebar för flottiljens del, att den skulle omorganiseras från bombflottilj till attackflottilj.
Den 27 november 1947 anlände flottiljens två första exemplar av J 21A-3 som tilldelades 62. attackflygdivisionen under kodbeteckningen "Gul Adam" och "Gul Bertil", ytterligare 30 flygplan levererades direkt från Saab fram till april 1948. I och med att Skaraborgs flygflottilj (F 7) omskolades, överfördes 29 individer A 21 till F 6 under sommaren 1948. Omskolningen av personalen för den nya flygplanstypen genomfördes perioden december 1947–mars 1948. För att klara underhållet av den för F 6 nya motortypen fanns under en kortare tid två tyska verkmästare från Daimler Benz anställda. Den taktiska användningen av A 21 var i stort sett densamma som den sista tiden med B 17, bomber var det viktigaste beväpningsalternativet, även om raketer kunde användas. Dessutom var flygplanet utrustat med tre automatkanoner i nosen och en i vardera vinge. Som mest kom F 6 att disponera 70 individer av A 21. Av dessa avskrevs 30 på grund av haverier, de flesta beroende på gräsfältets dåliga skick. Sju piloter omkom under A 21-epoken vid haverier. 
Åren 1950–1952 förberedes flottiljen inför omskolning till jetflyg. Hösten 1953 påbörjades omskolning av flottiljens personal till flygplan 29. Vilken genomfördes för markpersonalen vid Skånska flygflottiljen, och för flygförarna vid Kalmar flygflottilj. Den 12 januari 1954 hämtades flottiljens tre första individer av J 29B Tunnan (även känd som A 29 Tunnan) vid Saab i Linköping. Med tanke på den höga tillverkningstakt Saab hade på flygplan 29, hade det inom ett år levererats 52 individer till Karlsborg. Vid den tiden, 1955, när flottiljen var omskolad till flygplan 29, fick flottiljen tillsammans med Skaraborgs flygflottilj i uppdrag för utprovning av mörkerflygning med flygplan 29.
A 32 Lansen var det första flygplan vid flottiljen som från grunden var konstruerat för attackändamål (A 21 och A 29 var konverterade jaktflygplan). Det var också det första flygplan som skapade bullerproblem i Karlsborg, vilket medförde att Flygvapnet tvingades lösa in fastigheter nära flygfältet. Stort sett hela 1957 ägnades åt utbildning på den nya typen av både markpersonal och piloter. I februari 1958 var samtlig personal vid flottiljen tre flygdivisioner omskolad till A 32 Lansen. 
Under större delen av 1960-talet led flottiljen brist på teknisk personal samt avgångar till SAS. Vilket medförde att vintern 1959–1960 var två flottiljens divisioner så kallade linjedivisioner, vilka tilldelades 14 flygplan dagligen, och en division var en så kallad servicedivision, som tilldelades endast 12 flygplan dagligen. Dagsförbrukningen av flygbränsle under A 32 epoken var ca 160 m³. År 1963 var avgångarna inom Flygvapnet till SAS så pass höga, att flottiljen fick ansöka om dispens från kravet att en divisionschef skulle ha kaptens tjänstegrad. Vidare sammanslogs två divisioner temporärt för att upprätt- och vidmakthålla verksamheten.
Den 24 maj 1964 anordnades en flyguppvisning för att fira F 6:s 25-åriga tillvaro. Fyra piloter från F 6 under ledning av löjtnant Ivar Sävås bildade en uppvisningsgrupp med A 32-flygplan - "Sävåsgruppen". För att ge flygplanen ett eget utseende, målades fenan med en vit lansenteckning på rödorange botten i självlysande målarfärg. På grund av tidsbrist målades flygplanen upp innan man fått tillstånd från Chefen för Flygvapnet. Dagen före uppvisningen kom svaret att tillstånd för specialmärkning ej kunde ges varför märkningen sprutades över med ordinarie färg. Eftersom det sista flygplanet i uppvisningen flög i de andras jetstråle, blästrades det yttersta färglagret bort och flygplanet landade med specialmärkningen. 
Den 1 maj 1967 vakantsattes tredje divisionen, detta på grund av ekonomiska besparingsskäl inom Flygvapnet. Att flottiljen nu endast hade två divisioner, medförde en förbättring både bland personalen och verksamheten. I samband med att tredje divisionen vakantsattes, belades hela Flygvapnets organisation med byggstopp. Detta på grund av kommande försvarsbeslut. Dock berördes aldrig flottiljen i försvarsbeslutet eller kommande fredsorganisations förändringar. I stället föreslogs det att Målflygdivisionen vid Östgöta flygflottilj (F 3) skulle omlokaliseras till Karlsborg. Detta på grund av att riksdagen beslutade om en avveckling av F 3. Målflygdivisionen blev dock kvar på Malmslätt som ett detachement till Bråvalla flygflottilj (F 13).
I februari 1975 genomfördes den sista GFU, det vill säga grundläggande flygutbildning, på A 32 Lansen. Detta då flottiljen 1977 skulle omskolas till AJ 37 Viggen. Den 7 november 1977 hämtades de första egna AJ 37 Viggen från Saab i Linköping. Året därpå, den 30 juni 1978, var omskolningen officiellt genomförd.
Inför försvarsbeslutet 1982 hade flottiljen från den 1 juli 1979 fått överta viss personal från Göta signalregemente (S 2). Detta genom att flottiljen övertog det samlade ansvaret för fortifikations- och fastighetsärenden inom garnisonen. I regeringens proposition gällande försvarsbeslutet 1982, ansåg Överbefälhavaren att om Flygvapnets fredsorganisation skulle minskas, så var Västgöta flygflottilj en av de flottiljer som borde utredas om en eventuell avveckling. Flottiljen ställdes mot Bråvalla flygflottiljs detachement på Malmslätt (F 13M) samt Flygvapnets Södertörnsskolor (F 18) i Tullinge. Även försvarsutskottet föreslog en avveckling av Västgöta flygflottilj, men då endast om Flygvapnets Södertörnsskolor blev kvar i grundorganisationen efter försvarsbeslutet. I det försvarsbeslut som riksdagen beslutade om, kvarstod Västgöta flygflottilj, och i stället beslutades en avveckling av Flygvapnets Södertörnsskolor.
Den försiktighet kring framtiden som hade funnits vid flottiljen innan försvarsbeslutet, övergick sommaren 1985 mot framtidsförhoppningar. Det då flottiljens organisation växte, genom att den tillfördes ett versionskontor för AJ 37, SF 37, SH 37 och Sk 37. Versionskontoret förlades till 61. attackflygdivisionen (Filip Röd) och hade som uppgift att utprova och utveckla AJS-konceptet, vilket skulle ge AJ 37, SF 37 och SH 37 en begränsad JAS-kapacitet. Modifieringen av flygplanen påbörjades 1991 på flygverkstäderna vid F 6, F 7, F 15 och F 21 och var helt slutförd 1997.
Hösten 1990 lämnade Överbefälhavaren sin rapport till regeringen, inför deras proposition till det tänkta försvarsbeslutet våren 1991. I ÖB:s rapport framgick det att han ansåg det nödvändigt att avveckla Västgöta flygflottilj tillsammans med Skånska flygflottiljen. Skulle det behövas ytterligare avvecklingar, stod Bråvalla flygflottilj på tur för avveckling. Det tänkta försvarsbeslutet våren 1991 försenades, och senarelades till våren 1992. I ÖB:s nya rapport som han överlämnade till regeringen sommaren 1991, var det Bråvalla flygflottilj som skulle avvecklas, och Västgöta flygflottilj och Skånska flygflottiljen var alternativa ytterligare avvecklingar. Från regeringens sida kom dock direktiv om att Skånska flygflottiljen skulle kvarstå, detta på grund av svenska exportåtaganden gällande J 35 Draken. Då Flygvapnet skulle bestå av 16 flygdivisioner, föreslog Chefen för Flygvapnet att enbart Bråvalla flygflottilj skulle avvecklas. Anledningen till förslaget var att en avveckling av två flottiljer, skulle innebära extrema investeringskostnader vid andra flottiljer, för att ta emot verksamheten från F 6 och F 13.
Hösten 1991 tillträdde Regeringen Carl Bildt, som i stort sett ärvde underlaget till ett försvarsbeslut från Regeringen Carlsson II. Fredag den 24 januari 1992 offentliggjorde regeringen sin proposition angående försvaret för perioden 1992–1997. I propositionen angavs att Västgöta flygflottilj skulle avvecklas med start 1 juli 1992. Drygt en månad senare stod det klart att regeringen inte skulle få någon majoritet i riksdagen för sin proposition. I mars 1992 lade Ny demokrati fram en motion i riksdagen, där partiet bland annat motsatte sig en avveckling av F 6. Anledningen var att partiet ansåg att man inte borde avveckla flottiljer, innan det är klart vilka flottiljer som skulle beviljas koncession för JAS 39 Gripen. I stället ansåg man att verksamheten vid Malmslätt borde omlokaliseras till Karlsborg, för att uppnå en bättre samträningsmöjlighet med armén i regionen. Då Ny demokrati innehade en vågmästarroll i riksdagen, var den borgerliga regeringen i behov av stöd från just Ny demokrati, för att få igenom propositionen. 
Den 3 juni 1992 presenterade regeringen en omarbetad proposition, där en avveckling av Västgöta flygflottilj hade bytts mot att i stället avveckla Bråvalla flygflottilj (F 13). Genom den av riksdagen antagna propositionen, skulle Västgöta flygflottilj överta spaningsverksamheten från F 13, vilken inkluderade spaningsflyg, underrättelseplutoner och eskaderstabens spanings- och underrättelseavdelning. Beslutet om att leva vidare som flottilj blev dock inte långvarigt. Detta då regeringen tvingats till förhandlingar med Socialdemokraterna om besparingar i ett försök att stävja finanskrisen i Sverige, som kulminerade hösten 1992. I det nya förslaget med olika besparingar som presenterades den 20 september 1992, framkom det att Västgöta flygflottilj skulle avvecklas.
Den 23 oktober 1992 offentliggjordes propositionen, vilken angav att flottiljen skulle börja avvecklas från och med den 1 juli 1993. Flygverksamheten vid flottiljen skulle upphöra den 30 juni 1994, vidare skulle flottiljen avvecklas och utgå ur fredsorganisationen den 30 juni 1995. Med det skulle flottiljen avvecklas ett år efter den redan beslutade avvecklingen av F 13 i Norrköping. Detta fick Chefen för Flygvapnet att föreslå att följa den avvecklingsplan som låg till grund för F 13. Det vill säga att flygverksamheten upphörde den 30 juni 1993, och flottiljen avvecklas den 30 juni 1994. Den 10 december 1992 antog riksdagen regeringens proposition, där det angavs att flottiljen skulle utgå ur freds- och krigsorganisationen den 30 juni 1994.
Flottiljen som hade det samlade ansvaret för garnisonen, hade med det ett stort antal civilanställda, i jämförelse med andra flottiljer. Av de totalt 265 civilanställda var det 96 personer som i juli 1994 gick ut i öppen arbetslöshet, jämfört med yrkesofficerarna där samtliga blev erbjudna ny placering inom Försvarsmakten. I samband med nationaldagen och Svenska flaggans dag den 6 juni 1993 flög flottiljens 62. attackflygdivisionen för sista gången. Den 16 december 1993 genomförde flottiljens 61. attackflygdivisionen sin sista flygning. Därmed hade flygverksamheten vid flottiljen upphört. Den sista flygningen från flottiljen skedde den 2 maj 1994. Detta efter att individ 37107 (6-20) hade stått inne för F-tillsyn på flygverkstaden. Flygplanet lyfte från Karlsborg klockan 10.10 och flyttades till Såtenäs.
Torsdag den 30 juni hölls en avskedsceremoni, där flottiljchefen Claes Bjärle och Chefen för Flygvapnet Lars-Erik Englund höll i ceremonin. Ceremonin som inleddes klockan 10.30 innehöll ett korum, avtäckning av en minnessten och överlämning av flottiljens fana till chefen för Skaraborgs flygflottilj (F 7), vilken var den flottilj som utsetts att bevara Västgöta flygflottiljs traditioner. Klockan 11.30 hade den svenska fanan halats en sista gång, och Lars-Erik Englund hade förklarat Västgöta flygflottilj som avvecklad. Ett par timmar senare var samma Lars-Erik Englund i Norrköping och förklarade Bråvalla flygflottilj avvecklad.
Den 28 november 2018 medaljerades Roger Möller och Krister Sjöberg från Bråvalla flygflottilj (F 13) och Bo Ignell och Lars-Erik Blad från Västgöta flygflottilj (F 6) med Air Medal av det amerikanska flygvapnet vid en ceremoni på det amerikanska residenset i Stockholm. Det efter att de fyra piloterna den 29 juni 1987 bistod ett amerikanskt spaningsflygplan av typen SR-71 Blackbird som fått motorhaveri över Östersjön.

## Ingående enheter
| Beteckning | Namn                     | Aktiv              | Anmärkning                                            |
| ---------- | ------------------------ | ------------------ | ----------------------------------------------------- |
| Filip Röd  | 61. attackflygdivisionen | 1939–19481948–1993 | Omorganiserad 1948 till attackÖverförd 1993 till F 10 |
| Filip Blå  | 62. attackflygdivisionen | 1939–19481948–1993 | Omorganiserad 1948 till attackUpplöst 1993            |
| Filip Gul  | 63. attackflygdivisionen | 1941–19481948–1967 | Omorganiserad 1948 till attackUpplöst 1967            |

### 61.attackflygdivisionen
61. attackflygdivisionen eller Filip Röd var 1. divisionen vid flottiljen och bildades 1939 som en lätt bombflygdivision. År 1948 omskolades divisionen till en attackflygdivision. Efter att tillförts A 21-A 3, A 29B och A 32, blev det dags 1978 att övergå till AJ 37. Den 16 februari 1978 gjordes den sista flygningen med A 32 vid divisionen. Och den 20 februari 1978 påbörjas omskolning till AJ 37 vid F 7. I samband med att utprovning av AJS-konceptet började utprovas, förlades taktik- och systemutvecklingsarbetet för hela projektet till Filip Röd. I samband med avvecklingen av flottiljen, överfördes arbetet 1994 till Hälsinge flygflottilj (F 15). Filip Röd tillsammans med helikopterambulanstjänsten vid flottiljen upplöstes den 16 december 1993. Dagen innan, den 15 december, tog man farväl med formationsflygning över Östergötland, Närke, Värmland och Västergötland. Planen landade klockan 15.15. Filip Röd kom tillsammans med spaningsdivisionerna 131. spaningsflygdivisionen (Martin Röd) vid F 13, och 172. spaningsflygdivisionen (Qvintus Blå) vid F 17 att bilda 101. spaningsflygdivisionen (Johan Röd) vid F 10 i Ängelholm. Johan Röd som i grunden var en jaktdivisionen hade upplösts den 30 juni 1992, i syfte att ombildas den 1 juli 1993 som en kombinerad attack- och spaningsdivision. Uppbyggd på de komponenter som tillfördes under åren 1993–1994 från F 6, F 13 och F 17.

### 62.attackflygdivisionen
62. attackflygdivisionen eller Filip Blå var 2. divisionen vid flottiljen och bildades den 1 november 1939 som en lätt bombflygdivision. År 1948 omskolades divisionen till en attackflygdivision. Våren 1957 påbörjade divisionens markpersonal omskolning till Lansen-systemet. I februari 1958 är divisionen precis som sina systerdivisioner helt omskolade till Lansen. I januari 1961 står en ny hangar, hangar 83, färdig, och som blir hemvist för Filip Blå. Den 7 oktober 1977 gjordes den sista flygningen med A 32 vid divisionen. I juli 1977 hade omskolning av divisionen påbörjats vid F 7 i Såtenäs. Ett år senare, i juni 1978, var divisionen helt ombeväpnad till AJ 37. Den 3 juni genomförde divisionen sin sista taktiska flygning. Filip Blå upplöstes den 6 juni 1993, och tog farväl med formationsflygning över Karlsborg. Divisionens flygplan överfördes och fördelades mellan F 10 och F 15.

### 63.attackflygdivisionen
63. attackflygdivisionen eller Filip Gul var 3. divisionen vid flottiljen och bildades våren 1941 som en lätt bombflygdivision. År 1948 omskolades divisionen till en attackflygdivision. Filip Gul var den första division vid flottiljen som började sommaren 1942 tillföras det svensk tillverkade bombflygplanet B 17. Omskolningen av divisionen tog ett år att genomföra. Filip Gul blev även först med att tillföras A 21-A3, då man mottog de två första individerna den 27 november 1947. Från slutet av 1960-talet präglades Flygvapnet av ekonomiska besparingar, bakgrunden var Viggen-projektet. Vilket fick CFV Lage Thunberg att 1967 vakantsätta åtta flygdivisioner inom Flygvapnet. En av de divisionerna var Filip Gul som vakantsattes den 1 maj 1967.

## Segelflygverksamheten
Segelflygverksamheten vid F 6 disponerade två G 101, en Se 102, och två Se 103 samt en Se 104. Som bogserflygplan användes Sk 11. Den första utbildningskursen för personalen vid F 6 inleddes 1942 och 1944 genomfördes en instruktörskurs med deltagare från övriga flygflottiljer. År 1945 utlokaliserades segelflygverksamheten till Flugebyn för att inte störa den ordinarie verksamheten. När segelflygverksamheten upphörde 1955 vid F 6 överlämnades segelflygplanen till civila flygklubbar, och de båda Sk 11 som använts överlämnades till Värmlands flygklubb och Skövde flygklubb. Segelflygverksamheten vid F 6 blev framgångsrik, år 1945 blev man tvåa i lag-SM och 1946 blev man etta. Individuellt slog löjtnant Arne Wennerström nytt svenskt höjdrekord 1944 med höjden 5 700 meter. Svensk mästare 1945 blev löjtnant Sven Alm. Samma år satte löjtnant Bengt Olow svenskt rekord i sträckflygning med en 38-milaflygning mellan Karlsborg och Smygehuk. År 1950 segrade furiren Billy Nilsson vid de första officiella världsmästerskapen.

## Förläggningar och övningsplatser

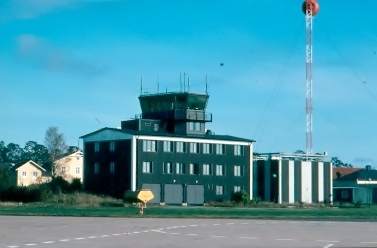
Trafikledartornet vid flygplatsen

I försvarsbeslutet från 1936, angavs att F 6 skulle överta det gamla arméflygfältet, det vill säga Gräshultsfältet. Fältet hade upptäckts av löjtnant Gösta von Porat, som 1913 landade med en Nieuport IV G på exercisheden "Lusharpan" och fann att markerna skulle vara användbara vid flygövningar. År 1915 använde arméflyget Karlsborg som en av sina baser, då det fanns stora möjligheter att öva skjutning och bombfällning på artilleriets skjutfält. Byggverksamheten kom i gång 1936, då en stor hangar (hangar 81) för två divisioner uppfördes. Fältet utvidgades 1937 till att omfatta 1 600 × 1 200 meter och 1939 uppfördes en flygverkstad. Den 30 maj 1940 drabbades den nybyggda hangaren av en explosion, vid vilken Kurt Björkvall och ytterligare fyra människor omkom. 
Fram till 1950 företogs flygningarna från två korslagda stråk med banorna 09/27 och 01/19 belägna inom flottiljområdet. Under sommaren 1950 anlades de permanenta banorna 06/24, och hösten 1952 uppfördes en ny trafikledningsbyggnad. Dessa steg var förstegen till att förberedda flottiljen inför omskolningen till jetflyg. Inför omskolning av flottiljen till 32 Lansen, förlängdes flygplatsens rullbana sommaren 1956. Under denna period som flygplatsen byggs ut, baserades flottiljens divisioner på krigsflygbaser. I samband med att flottiljens flygdivisioner tillfördes A 32, uppstod problem med att förvara alla flygplan, då flottiljen endast hade två hangarer. Dessutom klarade flygplatsens hangarplattor inte rymda fler flygplan än vad den dagliga tjänsten krävde. I väntan på att en ny hangar skulle uppföras, förrådsställdes ett antal flygplansindivider i bergshangaren på Säve flygbas. I slutet av 1959 uppfördes en ny hangar (Hangar 83) vid flygplatsens västra delar. Tjugo år senare, sommaren 1976, inleddes ytterligare en intensiv period i nybyggnationer, renoveringar och ombyggnader, då för att anpassa flygplatsen till Viggen-systemet.
I december 1993 upphörde flygtjänsten vid flottiljen. Sporadiska landningar och starter gjorde dock under våren, fram till 2 maj 1994, då den sista flygningen från flottiljen skedde. Efter att flottiljen avvecklades, fortsatte rullbanan att vidmakthållas, fast nu som en krigsflygbas av en flygplatspluton från F 7. Sedan 2007 är det en militär flygplats som bland annat stödjer Livregementets husarers (K 3) luftburna verksamhet (Karlsborgs flygplats). Genom Försvarsmaktens Insatsorganisation 14 (IO 14) ingår flygplatsenheten i 2. flygbasbataljonen vid Norrbottens flygflottilj (F 21).

## Heraldik och traditioner

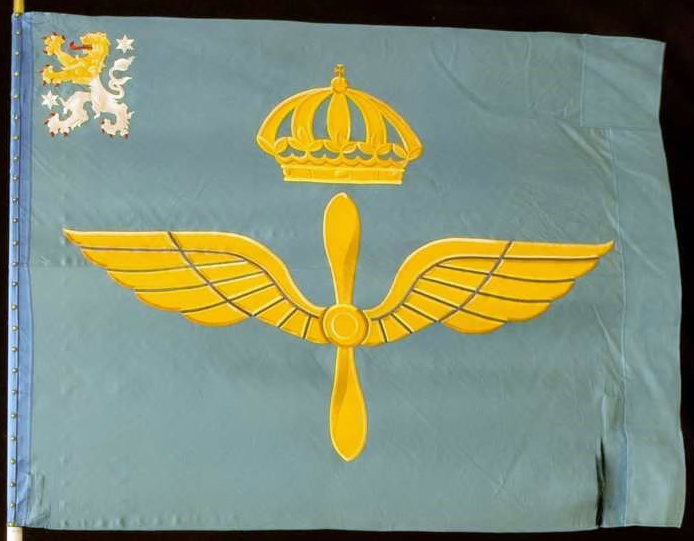
Flottiljens fana

Västgöta flygflottilj mottog sin fana den 5 december 1940 i Karlsborg. Fanan överlämnades av HKH Prins Gustaf Adolf. När F 6 avvecklades den 30 juni 1994, överlämnades flottiljens fana till chefen Skaraborgs flygflottilj (F 7). Som sedan detta datum för minnet och traditionerna vidare för F 6. Fanan för Västgöta flygflottilj, är dock återlämnad till Armémuseum, där den även förvaras. Flottiljemblemet bestod av Västergötlands landskapsvapen applicerat framför förarplatsen på båda sidor av flygplanskroppen. Flottiljens ordspråk var "Tro och vilja", vilket betydde tron på uppgiften och viljan att lösa den. Detta ordspråk fanns också med på flottiljemblemet som användes som tilläggstecken, vilket de militärt anställda och värnpliktiga bar på uniformen. Den 4 april 1986 antog Västgöta flygflottilj "Victoria-marsch" (Korsgren) som förbandsmarschen. Förbandsmarschen har inte övertagit eller förts vidare till något annat förband efter avvecklingen av flottiljen. Filmen Första divisionen spelades in på flottiljområdet i Karlsborg sommaren 1941.

### Gate guards
Västgöta flygflottilj har en så kallad gate guard, en A 32A Lansen (32259) utanför infarten till flottiljen. Flygplansindividen togs ur tjänst och kasserades den 2 oktober 1975, då med en total drifttid på 2054,76 tim. Den 25 maj 1986 överlämnades individen till Västgöta flygflottiljs kamratförening. År 1989 placerades flygplansindividen som gate guard. År 2010/2011 lyftes det åter på plats efter en renovering. 
Nedanför denna gate guard är en minnessten rest till minne av Västgöta flygflottilj (F 6). 

## Materiel vid förbandet
| Huvudtyper - 1940–1941: B 4 - 1941–1944: B 5B/C - 1944–1948: B 17 - 1947–1954: A 21A-3 - 1953–1957: J 29B Tunnan - 1957–1978: A 32A Lansen - 1977–1994: AJ 37 Viggen | Övriga typer - 1966–1985: Hkp 2 - 1985–1994: Hkp 9B |

## Förbandschefer
Förbandschefen titulerades flottiljchef och hade tjänstegraden överste.

- 1939–1941: John Stenbeck
- 1941–1950: Gösta Hård
- 1950-1960: Ante Söderlindh
- 1960–1971: Nils Hansson
- 1971–1977: Hans Sjövall
- 1977–1986: Gunnar Hovgard
- 1986–1989: Göran Tode
- 1989–1993: Sten Öhlander
- 1993–1994: Claes Bjärle [f]

## Namn, beteckning och förläggningsort
| Kungl. Västgöta flygflottilj | 1939-07-01 | – | 1974-12-31 |
| Västgöta flygflottilj        | 1975-01-01 | – | 1994-06-30 |

| F 6 | 1939-07-01 | – | 1994-06-30 |

| Karlsborgs flygplats (F) | 1939-07-01 | – | 1994-06-30 |
| Hovby flygbas (B)        | 1975-??-?? | – | 1994-06-30 |
| Hasslösa flygbas (B)     | 19??-??-?? | – | 1994-06-30 |
| Moholm flygbas (B)       | 19??-??-?? | – | 1994-06-30 |

## Galleri

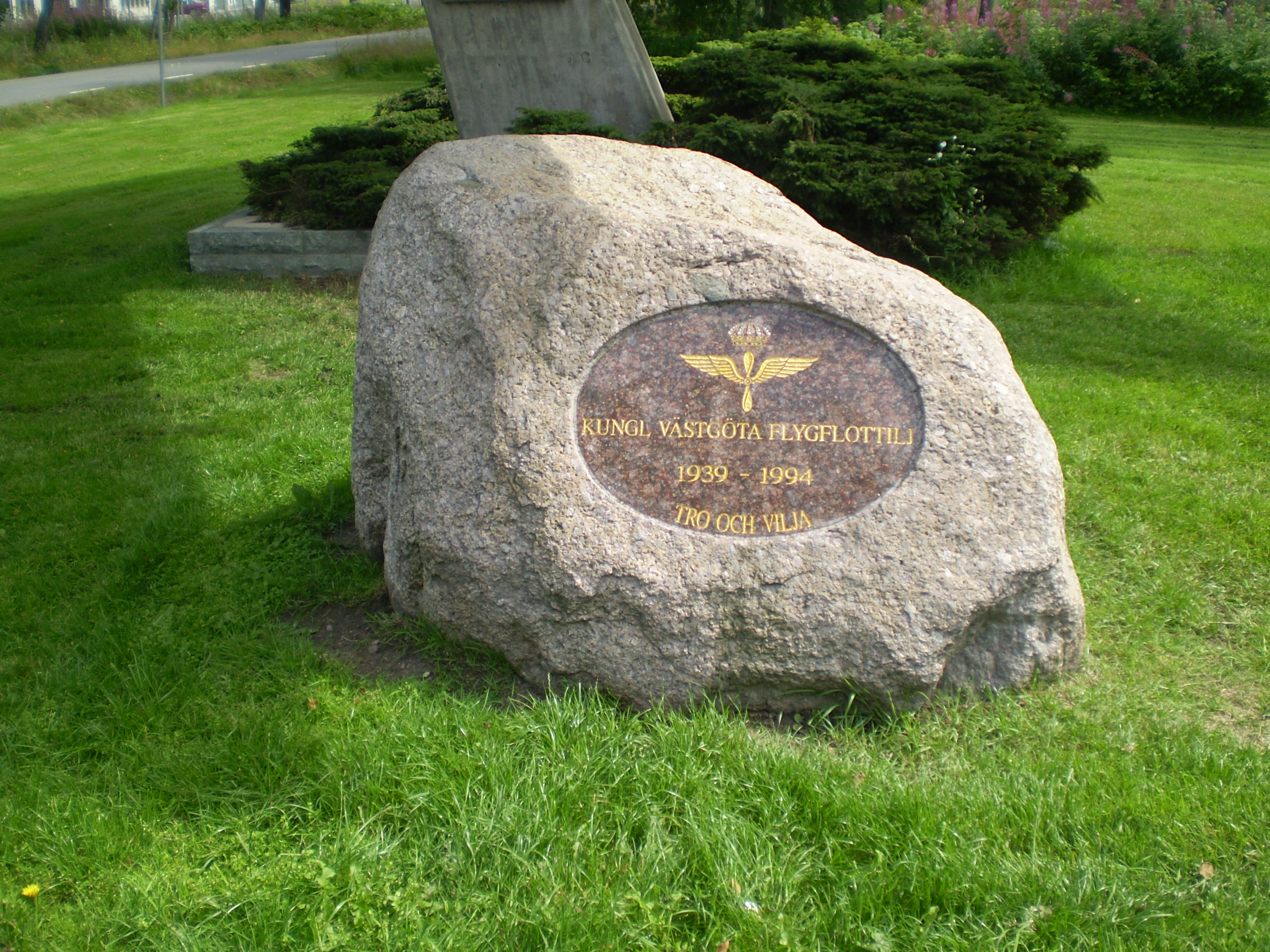
Minnessten över flottiljen.
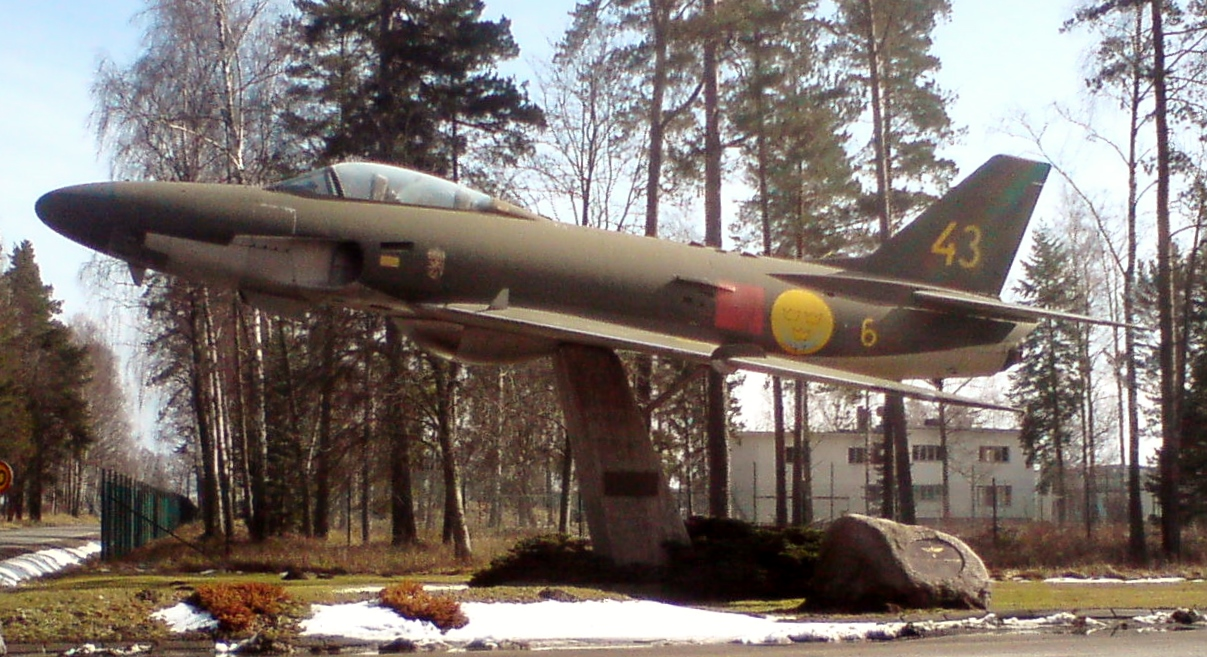
Flygplan A 32A Lansen Nr 32259 (2009) som gate guard.
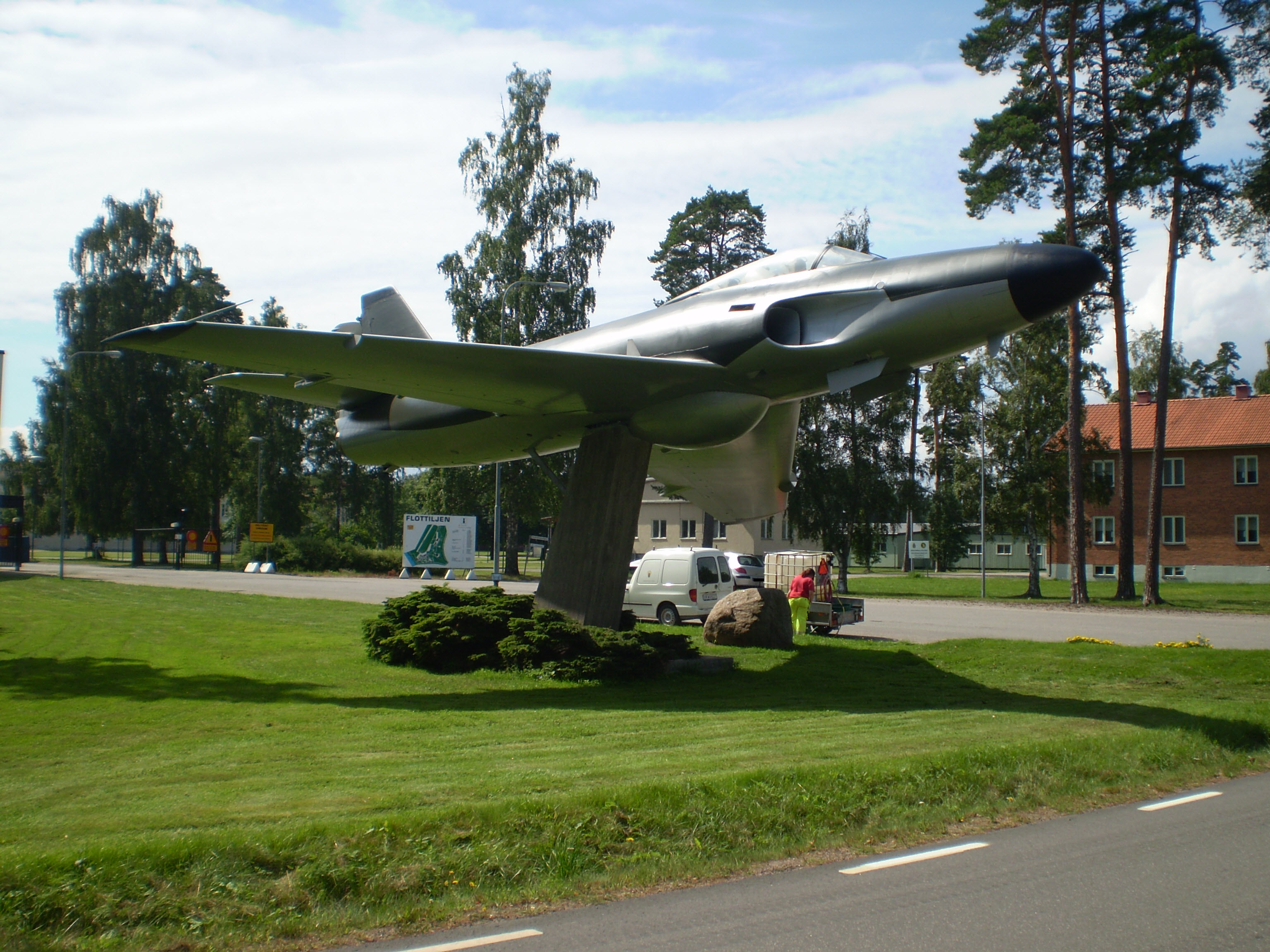
Flygplan A 32A Lansen Nr 32259 (2011) som gate guard.
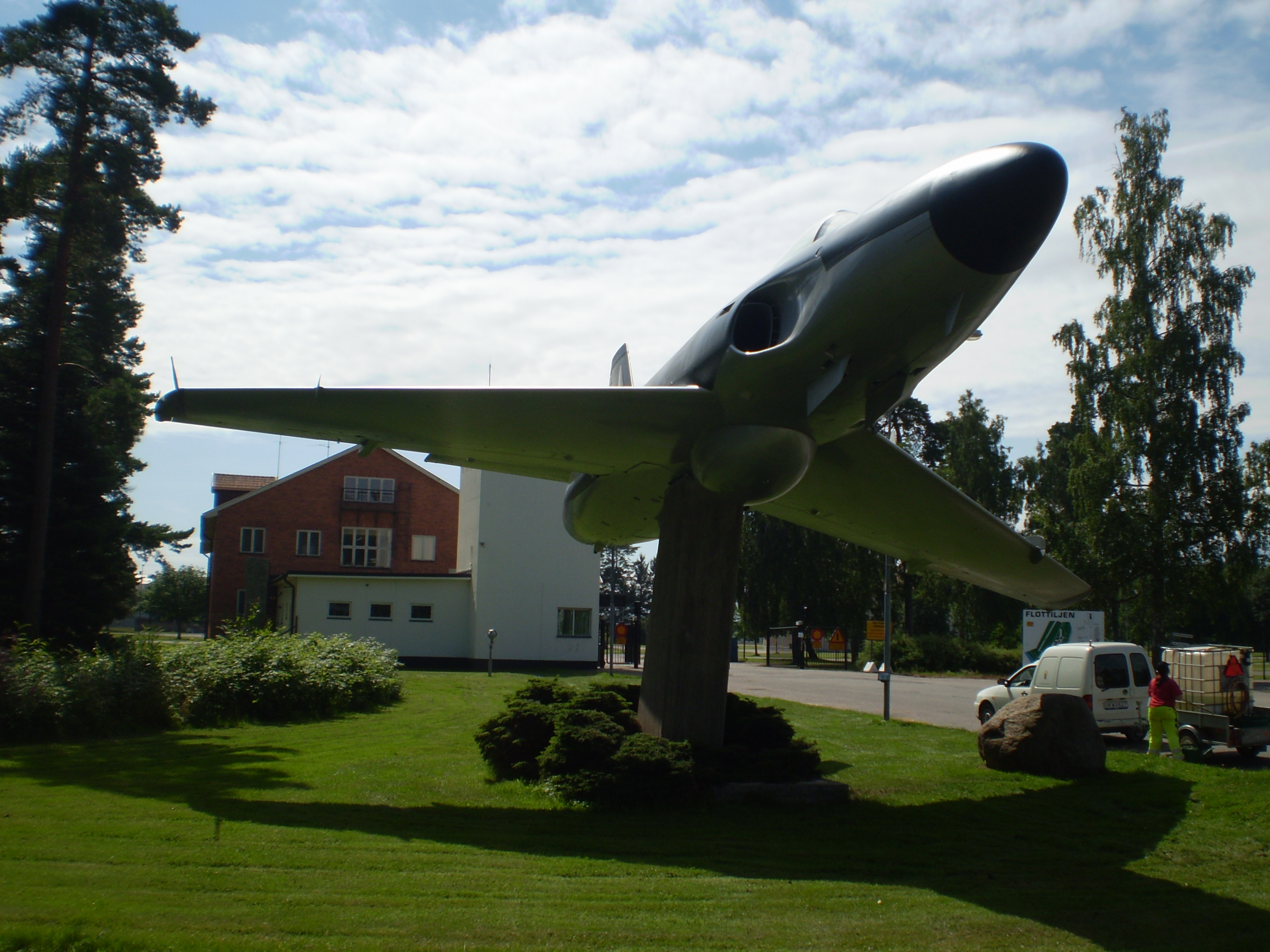
Flygplan A 32A Lansen Nr 32259 (2011) som gate guard.
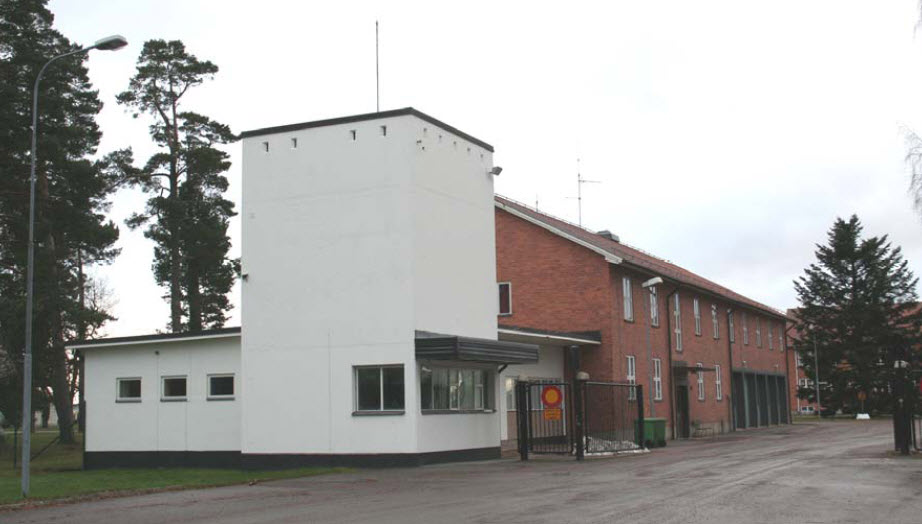
Flottiljvakten (2010).
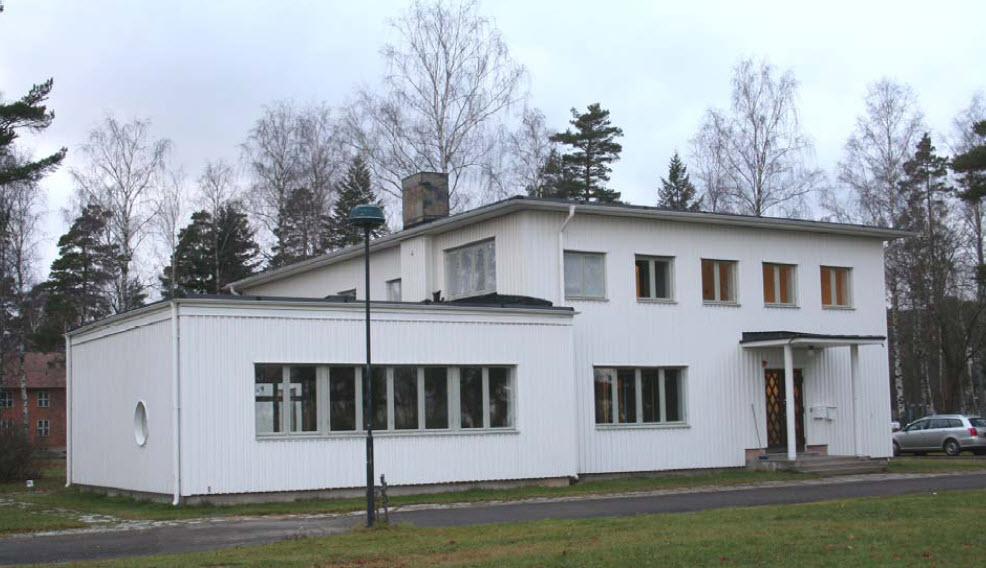
Officersmässen vid flottiljen (2010).
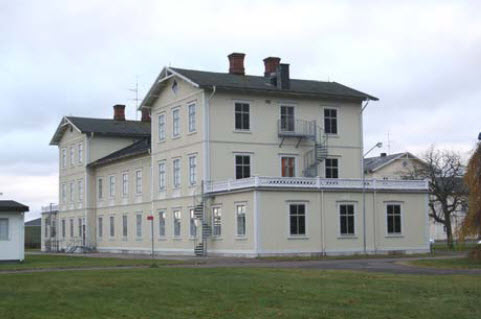
Kanslihuset och Befälsbyggnaden (2010).
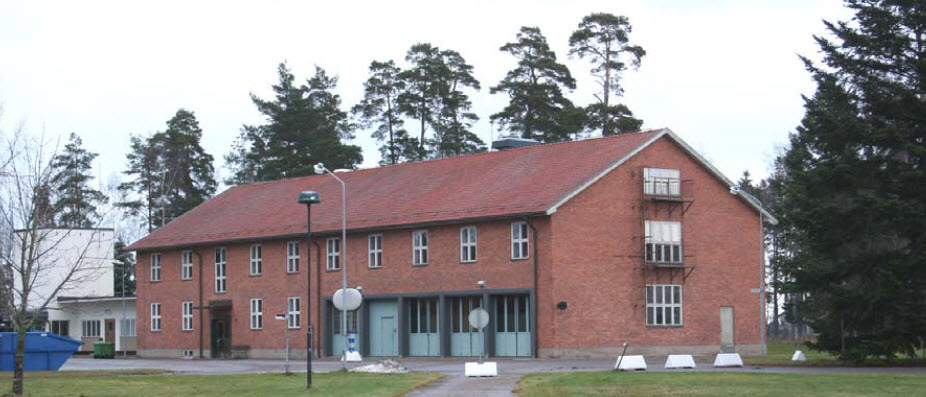
Flottiljens räddningsstation (2010).
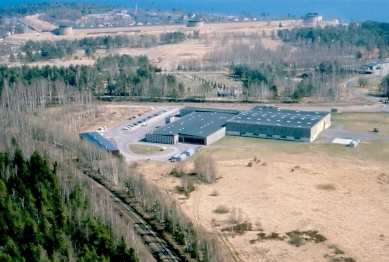
Tekniska enheten vid flottiljen.